# Chicoreus varius
Chicoreus varius là một loài ốc biển, là động vật thân mềm chân bụng sống ở biển thuộc họ Muricidae, họ ốc gai.

## Miêu tả
Kích thước vỏ ốc trong khoảng 29 mm tới 65 mm

## Phân bố
Loài này có ở Đại Tây Dương dọc theo Senegal và Angola